# Inlaatduiker

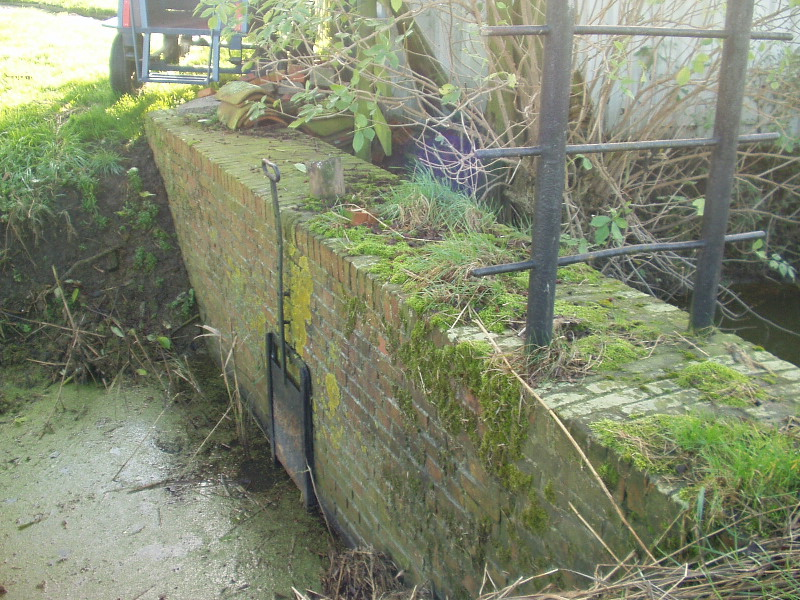
Inlaat (muur met schuif) bij Koningslaagte (prov. Groningen)

Een inlaatduiker, of kortweg inlaat is een waterstaatkundig kunstwerk, dat in de waterkering is gelegen en dat bedoeld is om (vers) water in de polder te laten.
Een inlaat wordt ook wel duikersluis genoemd. Een wat verwarrende naam, omdat men bij sluis denkt aan een schut- of spuisluis. Dat het zo genoemd wordt, komt omdat het primair de taak heeft (net als een sluis) het water te keren.
Een inlaat bestaat bijna altijd uit een duiker met aan de kant van het buitenwater een schuif of klep die kan worden opengezet om water binnen te laten. Er zijn andere types inlaten.
Dit binnen laten van water is nodig om het water vers te houden - stilstaand water wordt "dood". Bij een te lage waterstand, bijvoorbeeld na een lange periode van droogte en de daarbij voorkomende verdamping, wordt de inlaat ook gebruikt om het water weer op peil te krijgen.